# ISFJ
Cet article concerne un type psychologique de la classification Myers-Briggs. Pour le type socionique ISFj, voir Socionique.
ISFJ (acronyme en anglais « introversion, sensation, feeling, judgment » signifiant Introversion, Sensation, Sentiment, Jugement) est une abréviation utilisée dans le cadre du Myers-Briggs Type Indicator (MBTI) au sujet de l'un des 16 types psychologiques du test. Il est l'un des quatre types appartenant au tempérament Gardien.

## Préférences du ISFJ
- I — Introversion préférée à l'extraversion : les ISFJ sont généralement discrets et réservés. Ils préfèrent interagir avec quelques amis dont ils sont proches qu'avec un large cercle de connaissances, et ils dépensent de l'énergie lors de leurs relations en société[2].
- S — Sensation préférée à l'intuition : les ISFJ raisonnent davantage par le concret que par l'abstrait. Ils concentrent leur attention sur les détails plutôt que sur une vision globale des choses, et sur les réalités immédiates plutôt que sur les possibilités futures[3].
- F — Sentiment (en anglais : Feeling) préféré à la pensée : les ISFJ valorisent davantage les considérations subjectives ou personnelles que les critères impersonnels et objectifs. Lorsqu'ils prennent des décisions, ils accordent un poids plus grand à des considérations sociales qu'à la logique[4].
- J — Jugement préféré à la perception : les ISFJ planifient leurs activités et prennent des décisions rapidement. Leur tendance à prédire les probabilités d'une situation future suscite chez eux un certain self-control, qui peut sembler limitatif aux yeux des types préférant la perception[5].

## Caractéristiques

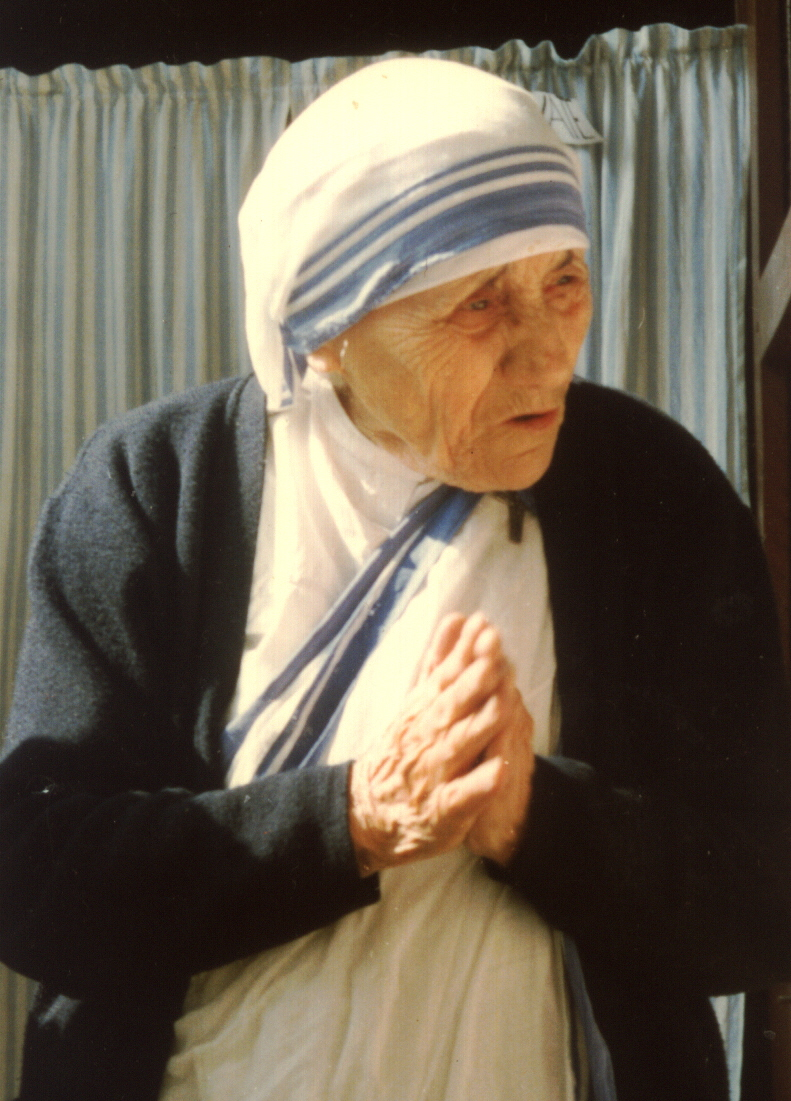
Certains praticiens estiment que Mère Teresa, durant sa carrière caritative, a endossé les valeurs d'une ISFJ, en cherchant la satisfaction des besoins physiques d'autrui.

D'après les thèses de Myers-Briggs, les ISFJ aiment maintenir l'ordre et l'harmonie dans chaque aspect de leur vie. Ils prennent leur place avec méticulosité et assument leurs responsabilités. Bien que discrets, ils aiment fréquenter d'autres personnes et peuvent se montrer très observateurs. Non seulement ils se souviennent de détails concernant les autres, mais observent et respectent aussi leurs sentiments. Leurs amis et leur famille les décrivent souvent comme pensifs et dignes de confiance.
D'après David Keirsey, les ISFJ (qu'il appelle « Protecteurs ») constituent le type qui porte la plus grande attention aux autres. Les ISFJ se préoccupent de la santé et de la sécurité des gens qu'ils aiment. Modestes, ils ne demandent pas de crédit ou de remerciement en échange de leurs efforts, cependant ils veulent se sentir appréciés par ceux qu'ils aident et veulent que quelqu'un les aime, sans quoi ils se sentent trahis, oubliés, et ce trait de caractère peut devenir pour eux une source d'anxiété. Keirsey recommande à ceux qui sont en couple avec un ISFJ de leur dire explicitement qu'ils les aiment et apprécient leur présence, car autrement, l'ISFJ pensera que ce n'est plus le cas et risque de rompre la relation pour cette raison. Les ISFJ sont naturellement compatissants (ils sont plus patients avec les autres que n'importe quel type MBTI), toutefois leur timidité avec ceux qu'ils ne connaissent pas peut pousser certaines personnes à les croire arrogants, ce qu'ils ne sont pas. C'est seulement parmi leurs proches amis ou dans leur famille qu'ils se sentent suffisamment en sécurité pour parler avec franchise. Les ISFJ sont des personnes sérieuses, pourvues d'un fort penchant éthique, peu suspectes d'auto-indulgence. Méticuleux et économes, ils préfèrent travailler seuls, et s'ils aiment faire attention aux autres, ils n'apprécient guère de leur donner des ordres. Ils peuvent d'ailleurs se montrer extrêmement jaloux et protecteurs.

## Fonctions cognitives
D'après les développements les plus récents, les fonctions cognitives des ISFJ s'articulent comme suit : 

### Dominante: sensation introvertie (Si)
La sensation introvertie collecte les données du moment présent et les compare avec celles des expériences passées. Ce processus fait remonter à la surface des sentiments associés à des souvenirs que le sujet revit en se les remémorant. Cherchant à protéger ce qui lui est familier, la sensation introvertie identifie dans l'histoire des buts et des attentes en vue d'évènements futurs.

### Auxiliaire: sentiment extraverti (Fe)
Le sentiment extraverti recherche le lien social et crée d'harmonieuses interactions par un comportement poli et adapté. Il répond aux désirs explicites (et implicites) des autres, ce qui peut donner lieu à un conflit interne entre les propres besoins du sujet et le désir de satisfaire ou de comprendre ceux des autres.

### Tertiaire: pensée introvertie (Ti)
La pensée introvertie recherche la précision, par exemple celle du mot juste pour exprimer une idée avec exactitude. Elle remarque les menues distinctions qui définissent l'essence des choses, puis les analyse et en opère la classification. La pensée introvertie examine une situation sous tous les aspects, cherche à résoudre des problèmes avec le minimum d'efforts et de risques. Elle recourt à des modèles pour remédier aux flottements et inconsistances du raisonnement logique.

### Inférieure: intuition extravertie (Ne)
L'intuition extravertie trouve et interprète le sens caché d'un objet, d'un propos ou d'une situation, raisonnant à partir de la question "et si...?" pour explorer d'éventuelles alternatives et faire coexister de multiples possibilités. Ce jeu de l'imagination tisse la toile de l'expérience et d'une certaine perspicacité pour former un nouveau schéma d'ensemble, qui peut devenir un catalyseur pour l'action.

### Fonctions secondaires
D'après les développements les plus récents, notamment les travaux de Linda V. Berens, ces quatre fonctions additionnelles ne sont pas celles auxquelles les individus tendent naturellement, mais peuvent émerger en situation de stress. Pour les ISFJ, ces fonctions s'articulent comme suit :
- sensation extravertie (Se): la sensation extravertie se concentre sur les expériences et les sensations du monde physique et immédiat. Pourvue d'une conscience aigüe de ce qui entoure l'individu, elle lui apporte des faits et des détails pouvant constituer le moteur d'actions spontanées[13] ;
- sentiment introverti (Fi) : le sentiment introverti filtre les informations à partir d'interprétations sur la valeur, formant des jugements en accord avec des critères souvent intangibles. Cette fonction balance constamment entre deux impératifs différents, tels que le désir d'harmonie et celui d'authenticité. Adapté aux distinctions subtiles, le sentiment introverti sent instinctivement ce qui est vrai ou faux dans une situation donnée[14] ;
- pensée extravertie (Te) : la pensée extravertie organise et planifie les idées pour assurer une poursuite efficace et productive d'objectifs donnés. Elle cherche des explications logiques aux actions, évènements et conclusions, et y identifie de possibles erreurs ou sophismes[15] ;
- intuition introvertie (Ni) : attirée par des dispositifs ou actions symboliques, l'intuition introvertie opère la synthèse de couples de contraires pour créer dans l'esprit des images neuves. De ces réalisations provient une certaine forme de certitude, qui demande des actions ou des expériences pour nourrir une éventuelle vision de l'avenir ; de telles réalisations peuvent inclure des systèmes complexes ou des vérités universelles[16].

## ISFJ célèbres
Bien que seul le passage du test MBTI permette d'identifier avec certitude un type de personnalité, plusieurs praticiens ont tenté de déterminer le type de certains personnages célèbres à partir d'éléments biographiques. Le psychologue américain David Keirsey a ainsi identifié de nombreux ISFJ célèbres.

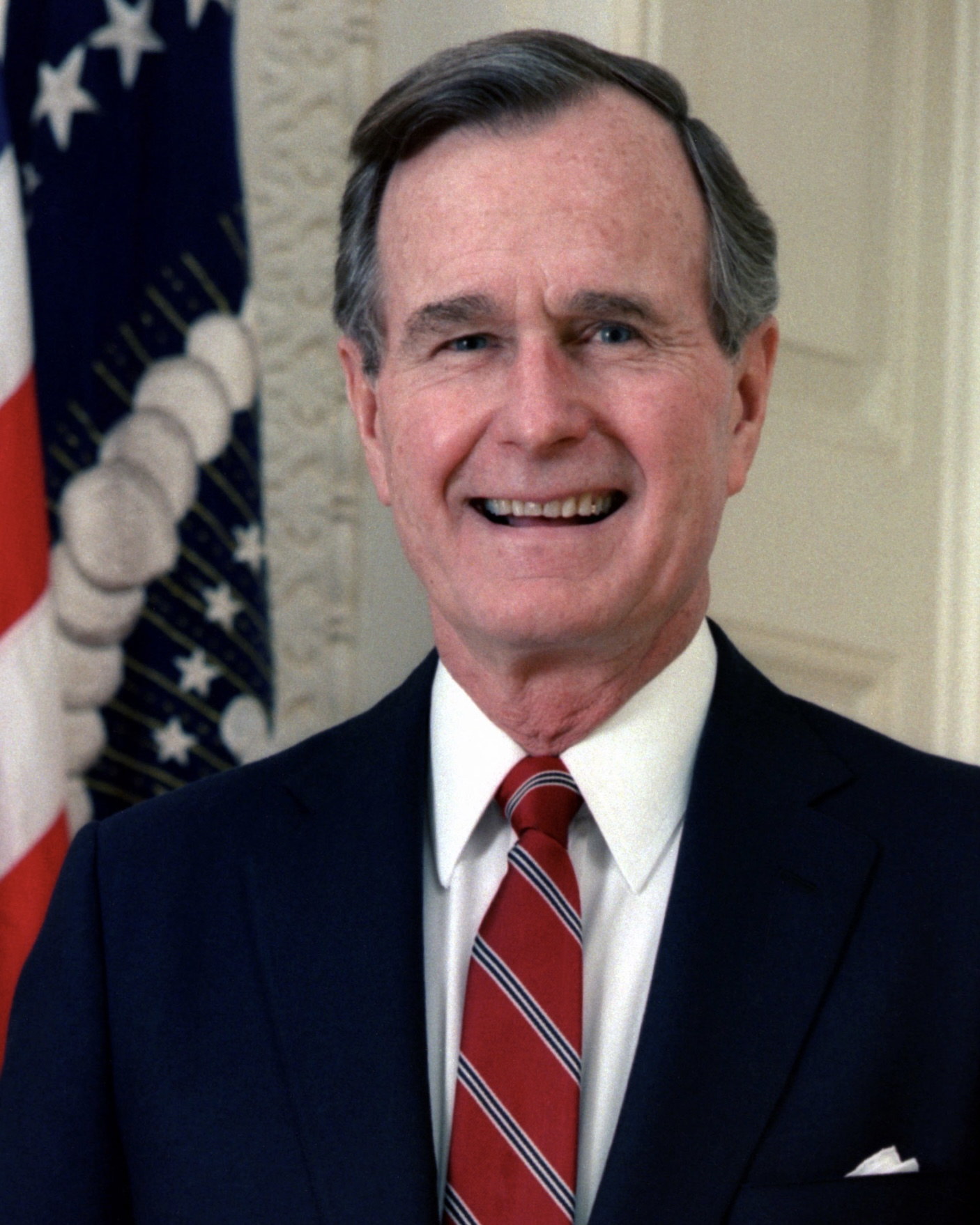
George H.W. Bush, Président américain.
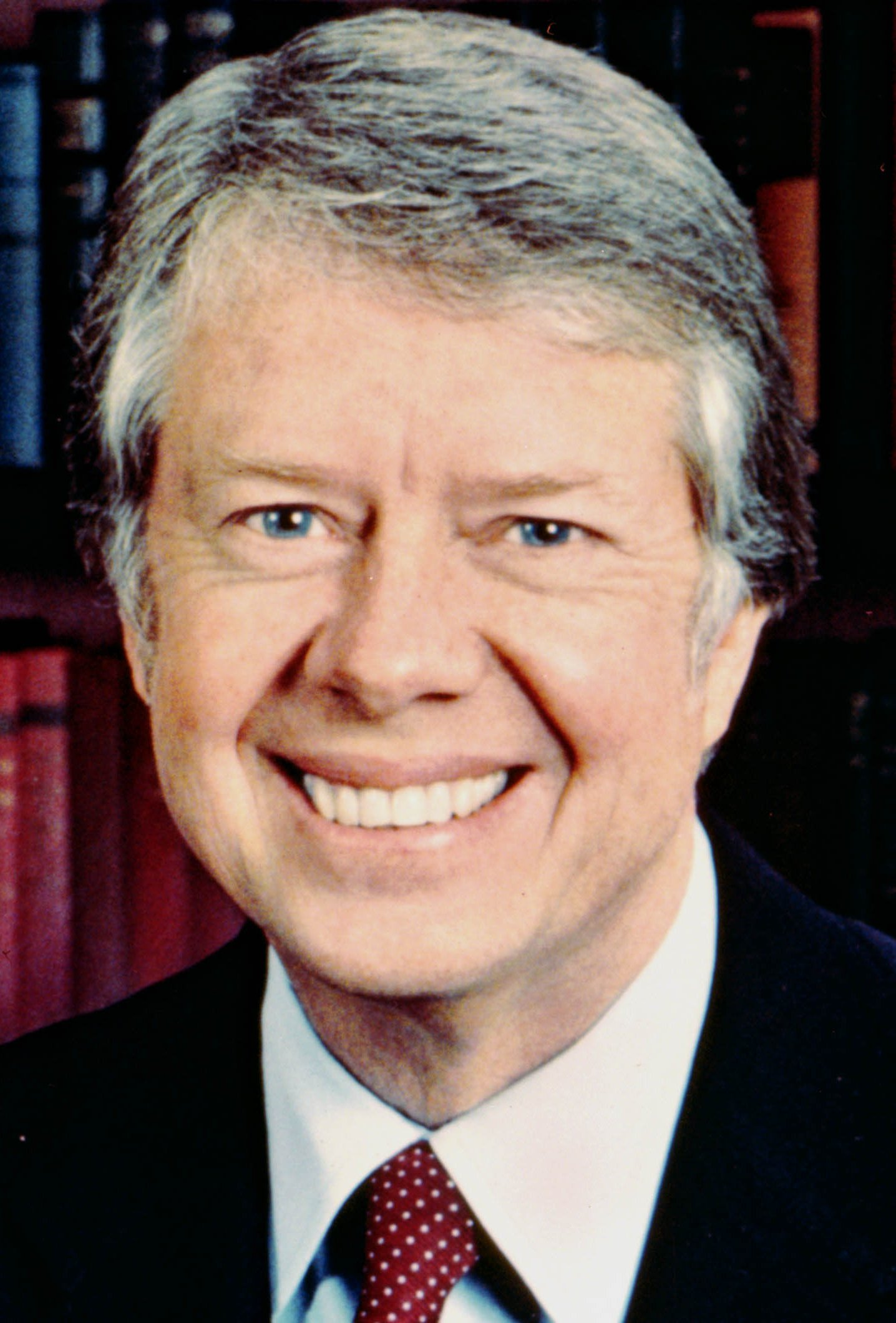
Jimmy Carter, président américain
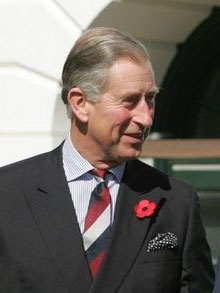
Charles de Galles, Charles III, roi du Royaume-Uni et des autres royaumes du Commonwealth.
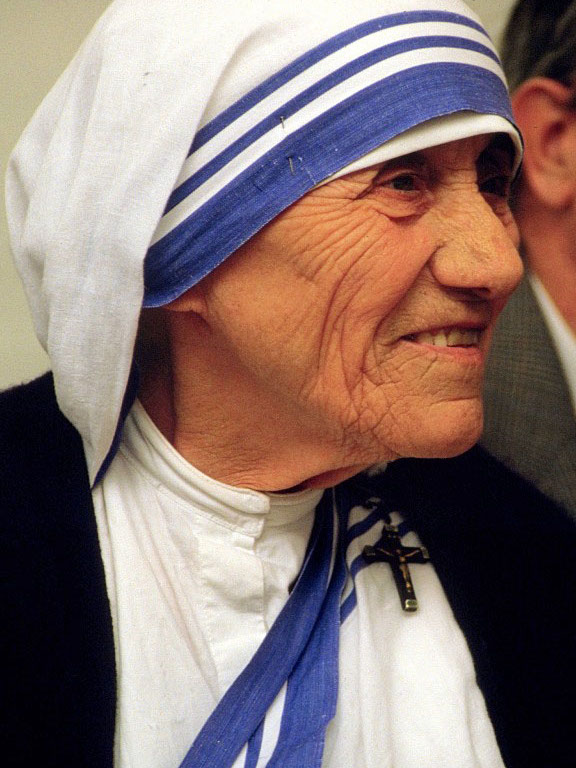
Mère Teresa, religieuse catholique et philanthrope.
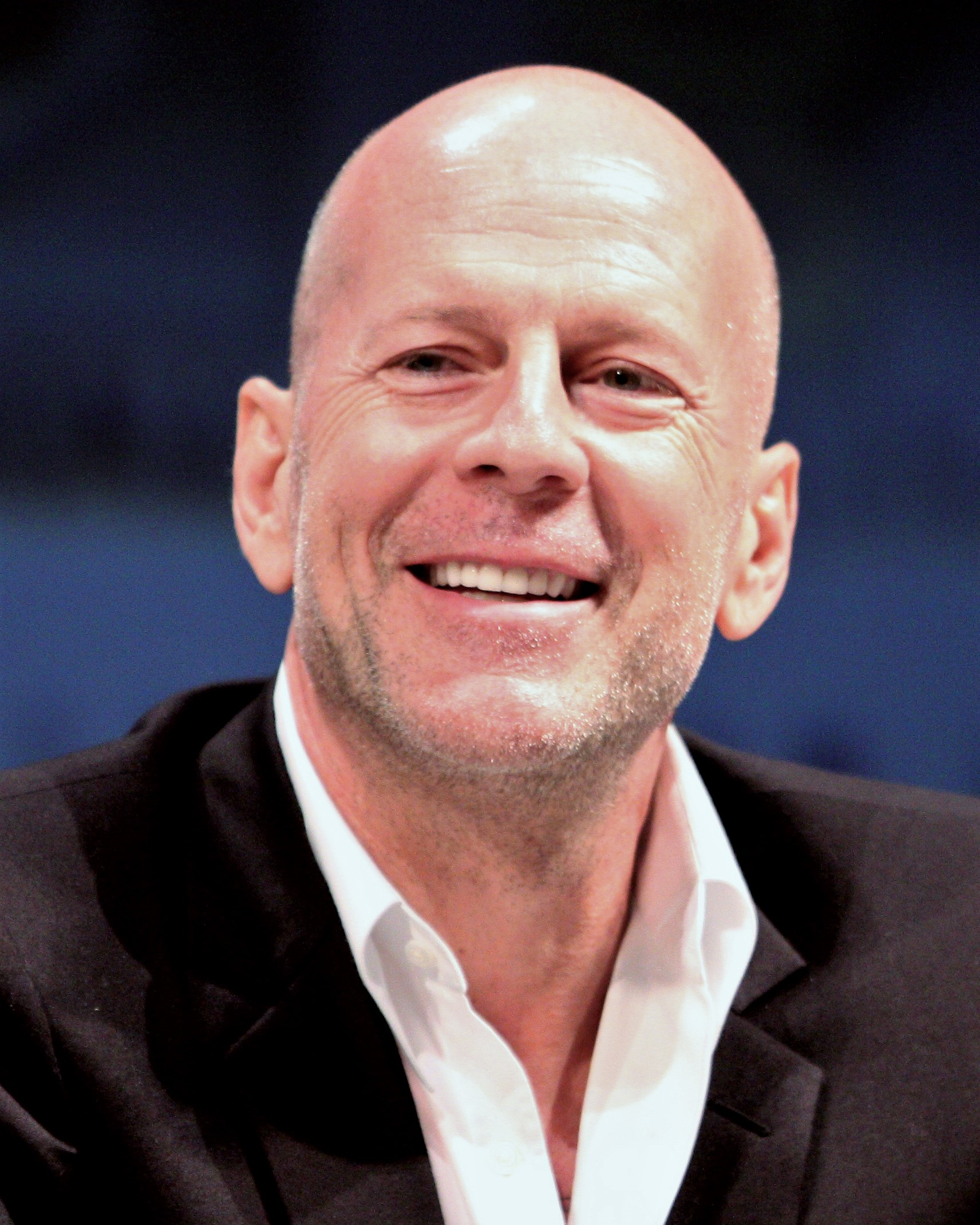
Bruce Willis, acteur américain.
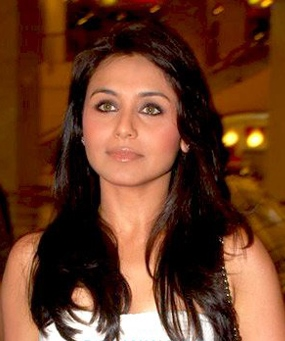
Rani Mukherjee, actrice de Bollywood.
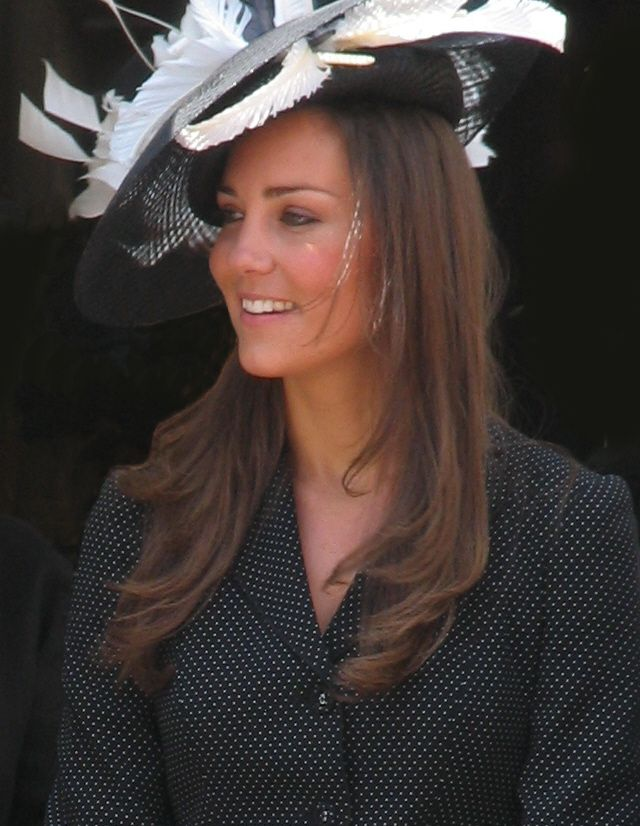
Catherine Middleton, dite Kate Middleton, Princesse de Galles
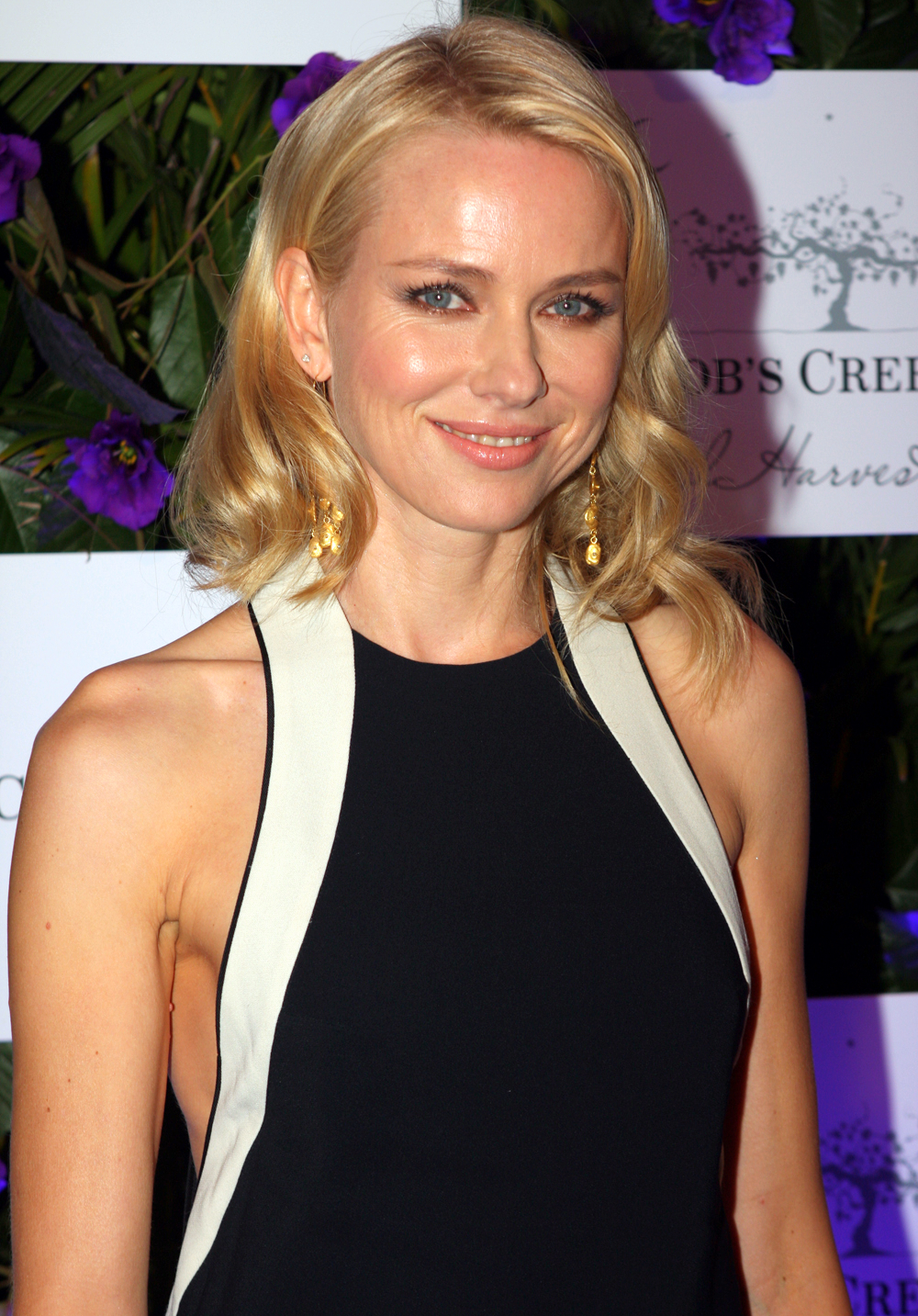
Naomi Watts, actrice et productrice britannique